# 國家與大學圖書館 (斯洛維尼亞)

國家與大學圖書館

國家與大學圖書館是斯洛維尼亞的國家圖書館，設立於1774年，是斯洛維尼亞最重要的教育和文化機構之一。國家與大學圖書館現在的建築修建於1936年至1941年，是盧比安納的地標建築。

## 外部連結
- Official site
- Renderings of expansion by Bevk Perović Arhitekti （页面存档备份，存于）

46°02′51″N 14°30′13″E / 46.0475°N 14.5035°E